# 墙子河
墙子河是中国天津市历史上的一条运河。始建于清咸丰十年（1860年），原为清政府统兵大臣僧格林沁为增强天津防御能力所筑壕墙的护城河，后来几经更名和改变。目前，原墙子河的部分河段更名为“津河”，部分河段被填埋，不复存在。

## 历史

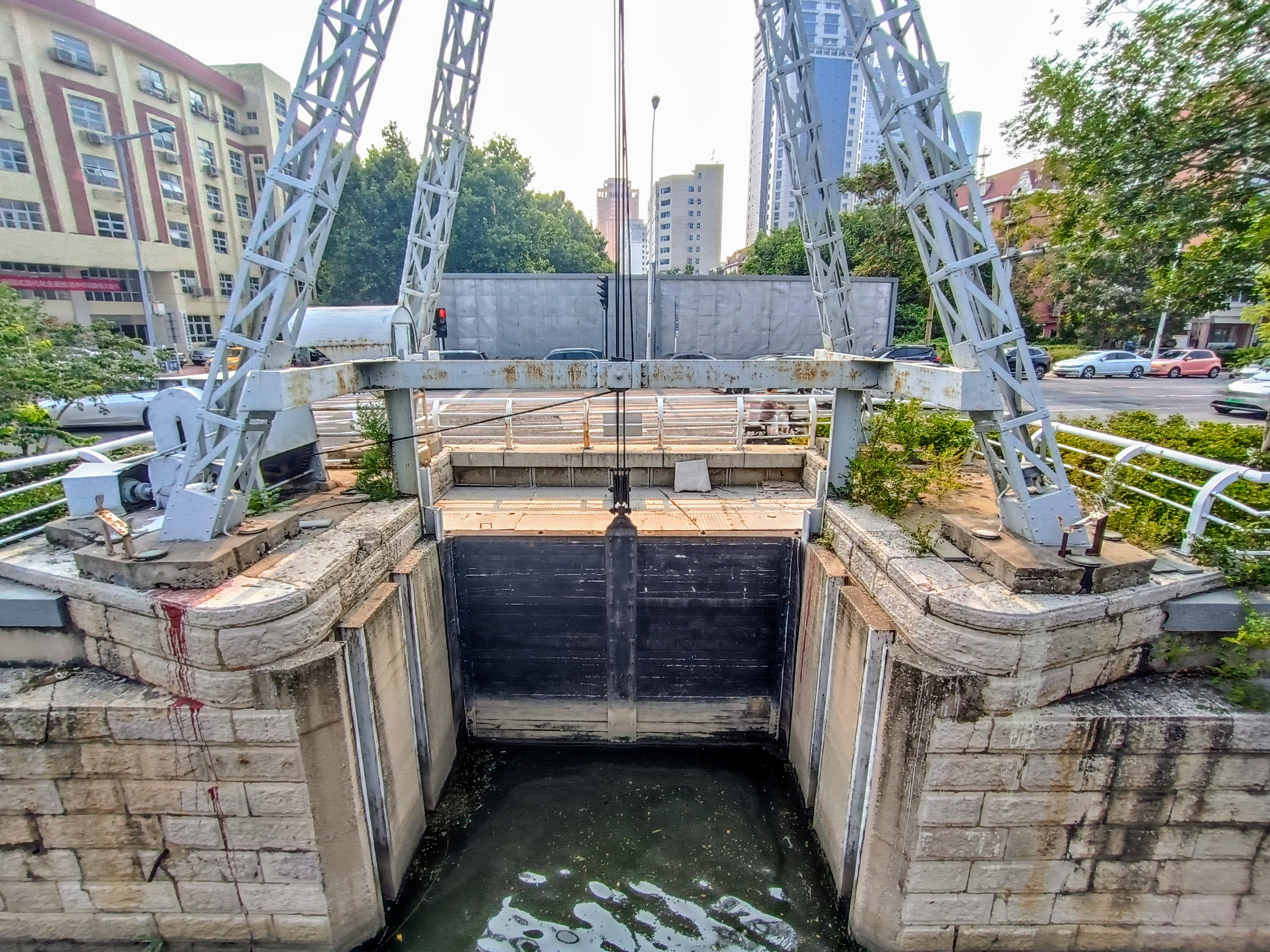
今墙子河入海河河口遗留

清咸丰十年(1860年)正月，清政府统兵大臣僧格林沁为增强天津的防御能力，在原天津老城西部和南部挖壕筑墙并筑起长36里的护城壕墙，形成防御工事并建有11座营门与外界沟通。城墙在当时称为称“墙子”，而壕沟称为“墙子河”。历史上，墙子河全长18公里，宽8米，水深1.2米，北起今红桥区小西关通南运河，向东南在今天长江道附近和红旗河交汇，再向东在海光寺附近和卫津河交汇，然后向东沿今天的南京路至今天解放南路海河中学附近流入海河。
由于沿途天津各租界不断向河内排入污水，墙子河水质逐渐变差。1925年，天津英租界工部局曾提出引南运河水对墙子河进行冲洗的方案。1936年，当时的天津农会也提出同样设想，但均未实行。1946年，中华民国天津市政府以工代振对墙子河进行疏浚。中华人民共和国成立后，天津市人民政府曾多次对墙子河进行清淤整治，20世纪50年代中期，墙子河中曾设有游船供游客游览。后来，随着天津市区的不断扩展，20世纪70年代，天津市人民政府在墙子河沿线修建天津地铁既有线，因此，墙子河位于今南京路的海光寺至大营门段被填平，剩余的部分陆续改建为暗渠，当时保留在地面的只有三元村至红旗河段，称为“西墙子河”。此后，墙子河在海光寺以西的长江道部分也陆续被填平。目前，墙子河只留下红桥区小西关到南开区长江道的一段成为津河的一部分。

## 废墙子河

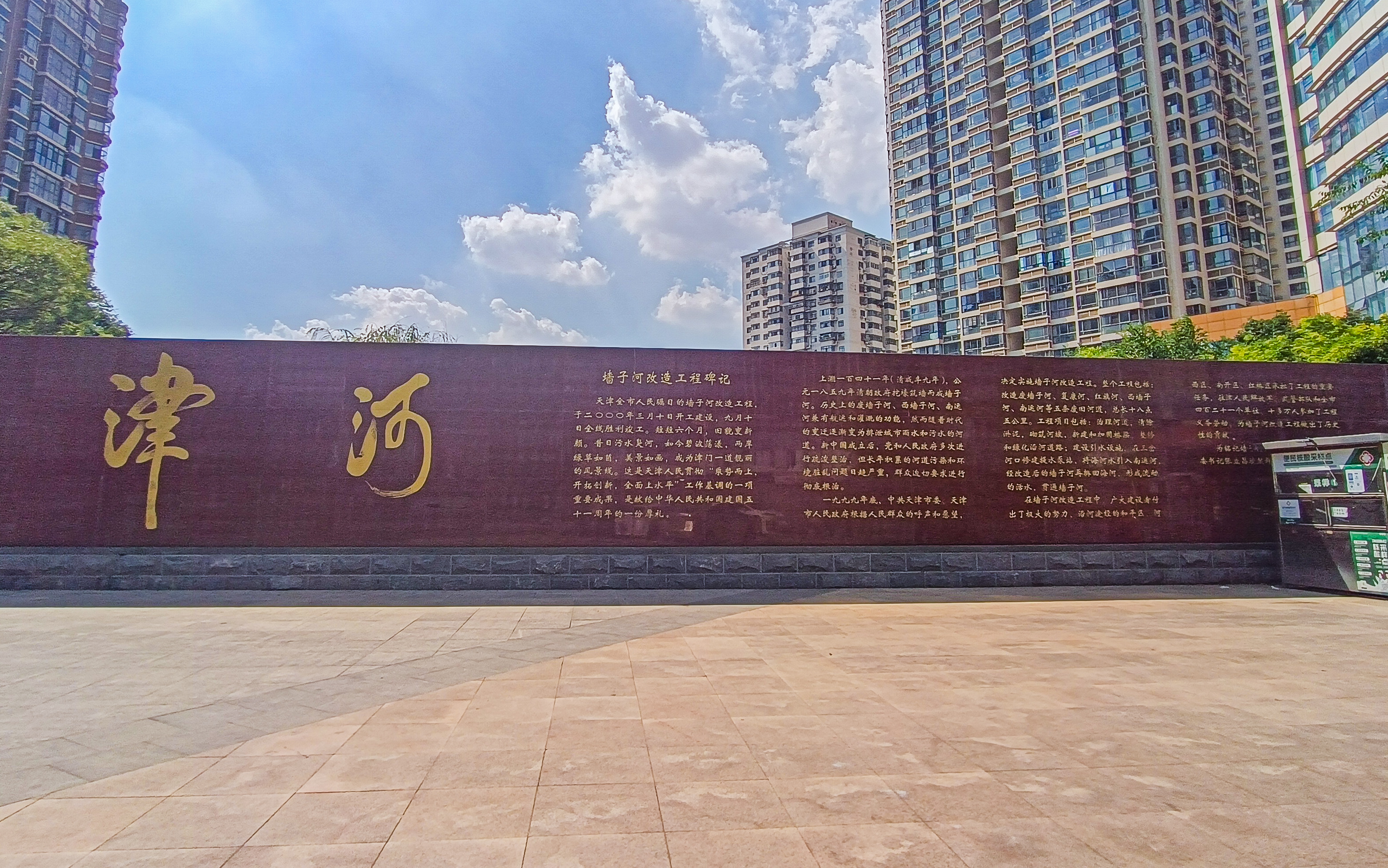
津河墙子河改造工程纪念碑

“废墙子河”原名为“贺家口引河”，后改为“佟家楼河”，1949年更名为“废墙子河”，西起天津市和平区、河西区和南开区交界处一带八里台与卫津河相通（今八里台立交桥），流经佟楼、马场道等地区，东至海河。始建于清乾隆五年（1740年），在当时是一条为引海河水灌溉贺家口、小王庄和佟楼一带的农田由人工开挖而成的运河。后来，废墙子河的八里台至解放南路段改造为津河。

## 桥梁建筑

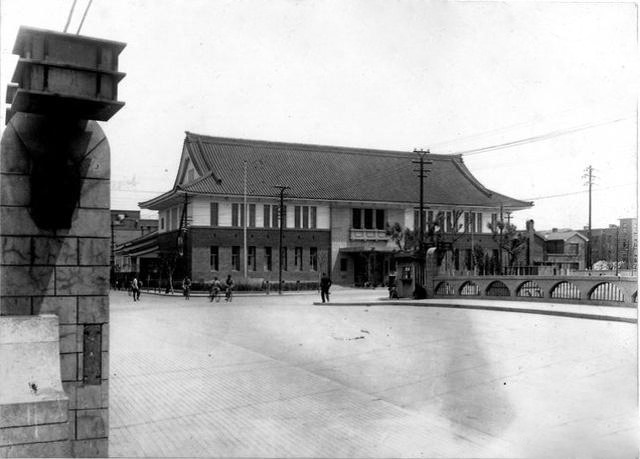
原鞍山道桥

原墙子河上建有约二十座桥梁，海光寺至解放南路段设有十余座桥梁，这些桥梁多为水泥桥，比较宽阔的桥梁有鞍山道桥、张庄大桥和湖北路桥等。其中，比较著名的桥梁有：
- 张庄大桥(营口道、赤峰道与南京路交汇处)
- 耀华桥(长沙路与南京路交汇处)
- 河北路桥(河北路与南京路交汇处)
- 山西路桥(又称黄家花园桥，山西路与南京路交汇处)
- 锦州道桥(锦州道与南京路交汇处)
- 鞍山道桥(鞍山道与南京路交汇处)